# Санахкат (муниципалитет)
Санахкат (исп. Sanahcat) — муниципалитет в Мексике, штат Юкатан, с административным центром в одноимённом посёлке. Численность населения, по данным переписи 2010 года, составила 1619 человек.

## Общие сведения
Название Sanahcat произошло от произрастающего здесь бобового дерева цалам, которое в майянском языке называется Tzalancat, что можно перевести как звучит при ударе и пустой внутри.
Площадь муниципалитета равна 26 км², что составляет 0,07 % от общей площади штата, а наивысшая точка — 10 метров над уровнем моря.
Он граничит с другими муниципалитетами Юкатана: на севере с Хокабой, на востоке с Хухи, а на юге и западе с Хомуном.

## Учреждение и состав
Муниципалитет был образован 29 сентября 1924 года. В 2010 году в его состав входил только административный центр:
| Код INEGI                  | Населённый пункт                                                                  | Численность населения (2005 год) | Численность населения (2010 год) |
| -------------------------- | --------------------------------------------------------------------------------- | -------------------------------- | -------------------------------- |
| 064                        | Всего                                                                             | 1526                             | 1619                             |
| 0001                       | Санахкат (исп. Sanahcat) 20°53′09″ с. ш. 89°53′22″ з. д. (административный центр) | 1509                             | 1619                             |
| —                          | Прочие                                                                            | 17                               | 0                                |
| Названия на карте Генштаба |                                                                                   |                                  |                                  |

## Экономика
По статистическим данным 2000 года, работоспособное население занято по секторам экономики в следующих пропорциях:
- торговля, сферы услуг и туризма — 39,9 %;
- производство и строительство — 29,3 %;
- сельское хозяйство и скотоводство — 28,5 %;
- безработные — 2,3 %.

## Инфраструктура
По статистическим данным 2010 года, инфраструктура развита следующим образом:
- протяжённость дорог: 42,2 км;
- электрификация: 98,3 %;
- водоснабжение: 99,8 %;
- водоотведение: 63,1 %.

## Достопримечательности
В муниципалитете можно посетить церковь Пресвятой Богородицы, построенную в XVI веке.

## Фотографии

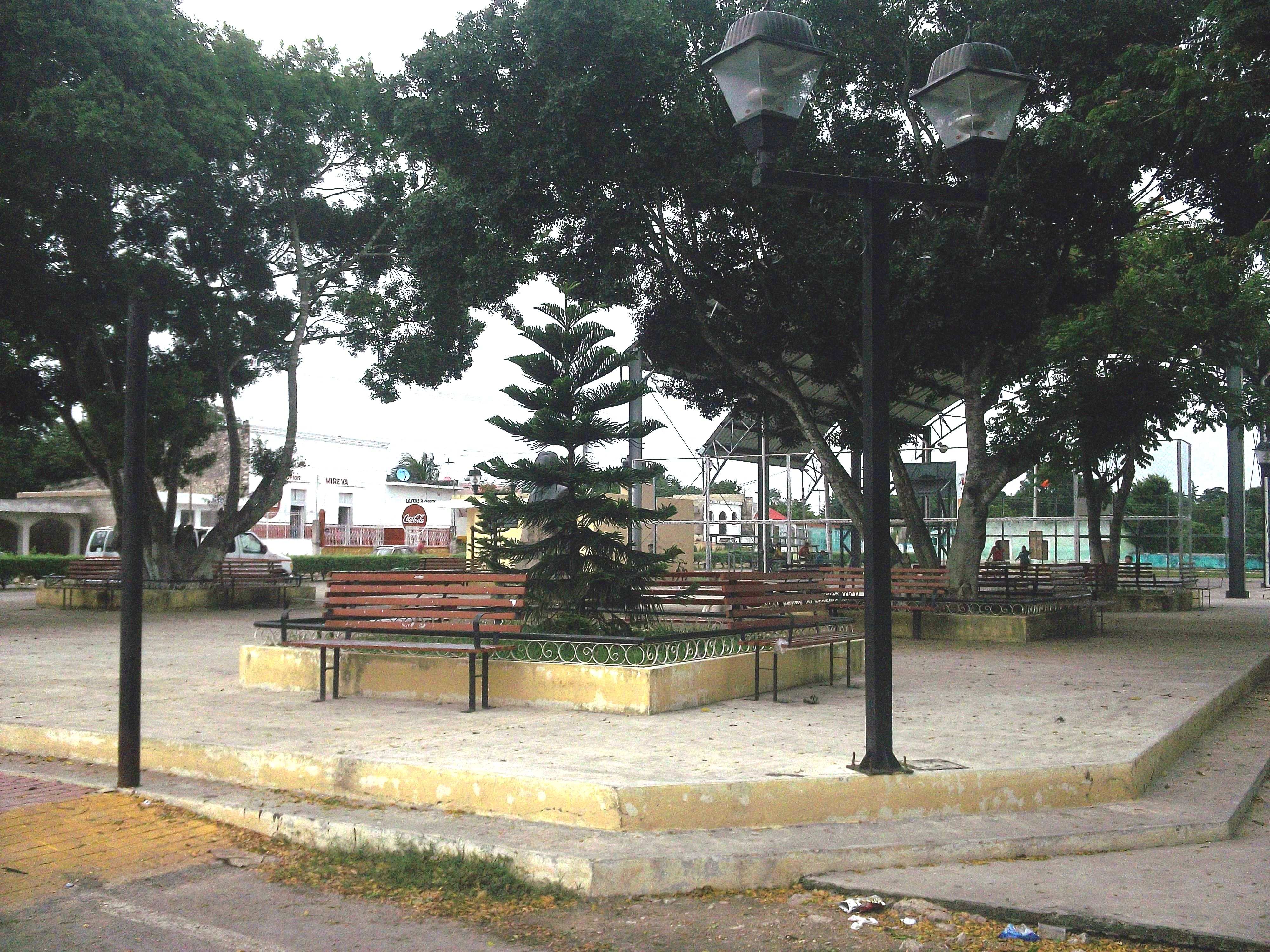
Центральный парк Санахката
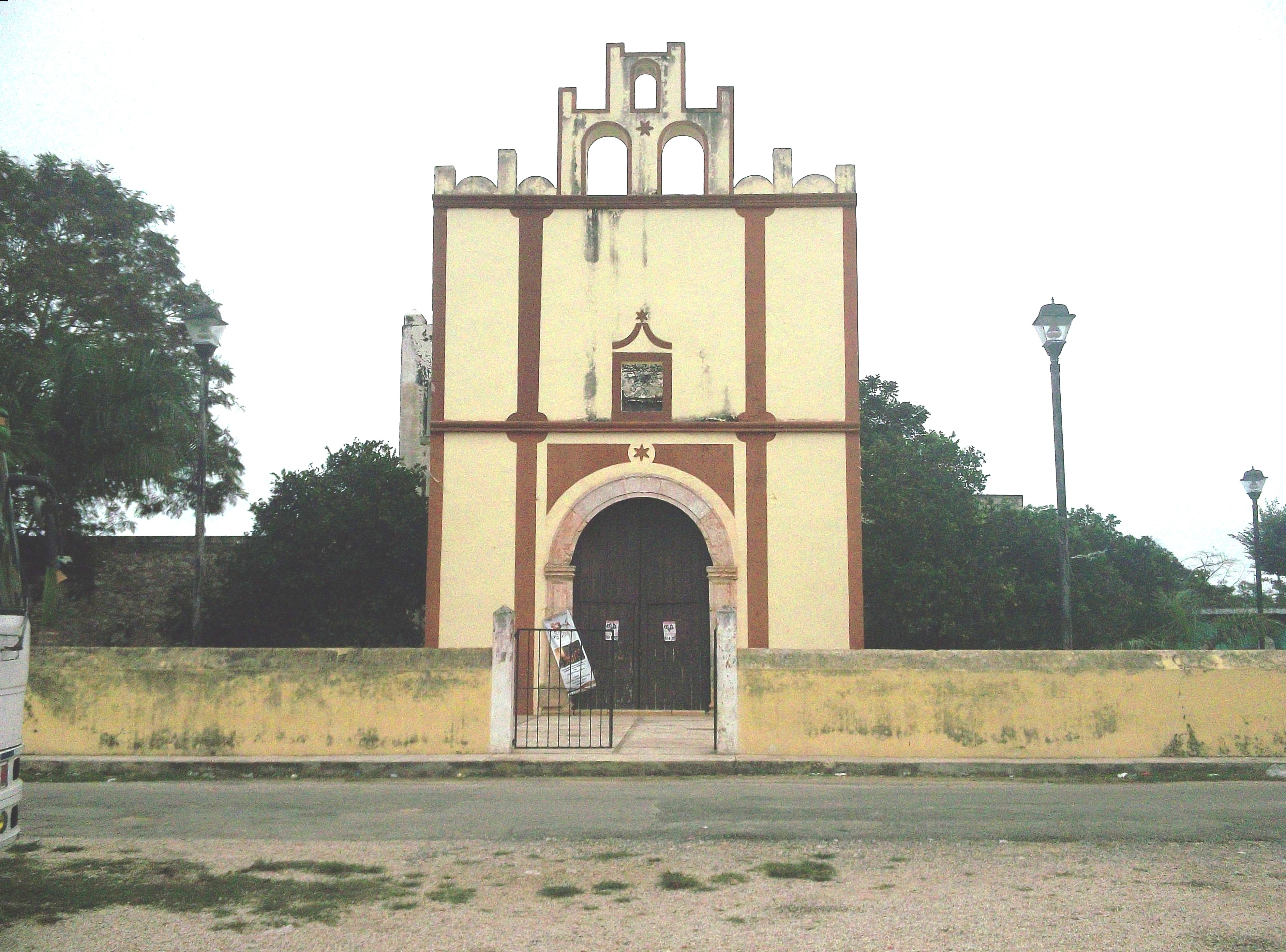
Церковь в Санахкате